# David Marr
David Courtnay Marr (19 de janeiro de 1945 - 17 de novembro de 1980) foi um neurocientista e psicólogo britânico. Marr integrou resultados da psicologia, inteligência artificial e neurofisiologia em novos modelos de processamento visual. Seu trabalho teve grande influência na neurociência computacional e levou a um ressurgimento de interesse no campo.
Marr morreu de leucemia em Cambridge, Massachusetts. Seus achados estão reunidos no livro Visão: Uma investigação computacional da representação humana e do processamento de informação visual (ISBN 0-7167-1567-8), publicado postumamente e reeditado em 2010 pela MIT Press. Ele foi casado com Lucia. M. Vaina do Departamento de Engenharia Biomédica e Neurologia da Boston University. O Prêmio Marr, um dos mais prestigiados prêmios na área de visão computacional, foi batizado em sua homenagem.

## Níveis de análise
Marr tratava a visão como um sistema de processamento de informação. Ele propôs, junto com Tomaso Poggio, a ideia de que é necessário se compreender sistemas de processamento de informação em três níveis de análise distintos e complementares. Essa ideia é conhecida em Ciência Cognitiva como a Hipótese dos Três Níveis de Marr :
- Nível computacional: O que o sistema faz (e.g., que problemas ele resolve ou supera) e, de maneira igualmente importante, por que ele faz algo.
- Nível algorítmico/representacional: Como o sistema faz aquilo que ele faz; especificamente, quais representações ele utiliza e quais processos ele emprega para construir e manipular representações.
- Nível físico: Como o sistema é realizado fisicamente (no caso da visão biológica, que estruturas neurais e atividades neuronais implementam o sistema visual).